# Malgré tout
Malgré tout es una escultura en mármol, realizada por Jesús F. Contreras en 1898. Originalmente estuvo situada en la Alameda Central y más tarde fue colocada en el Museo Nacional de Arte de la Ciudad de México.

## Descripción

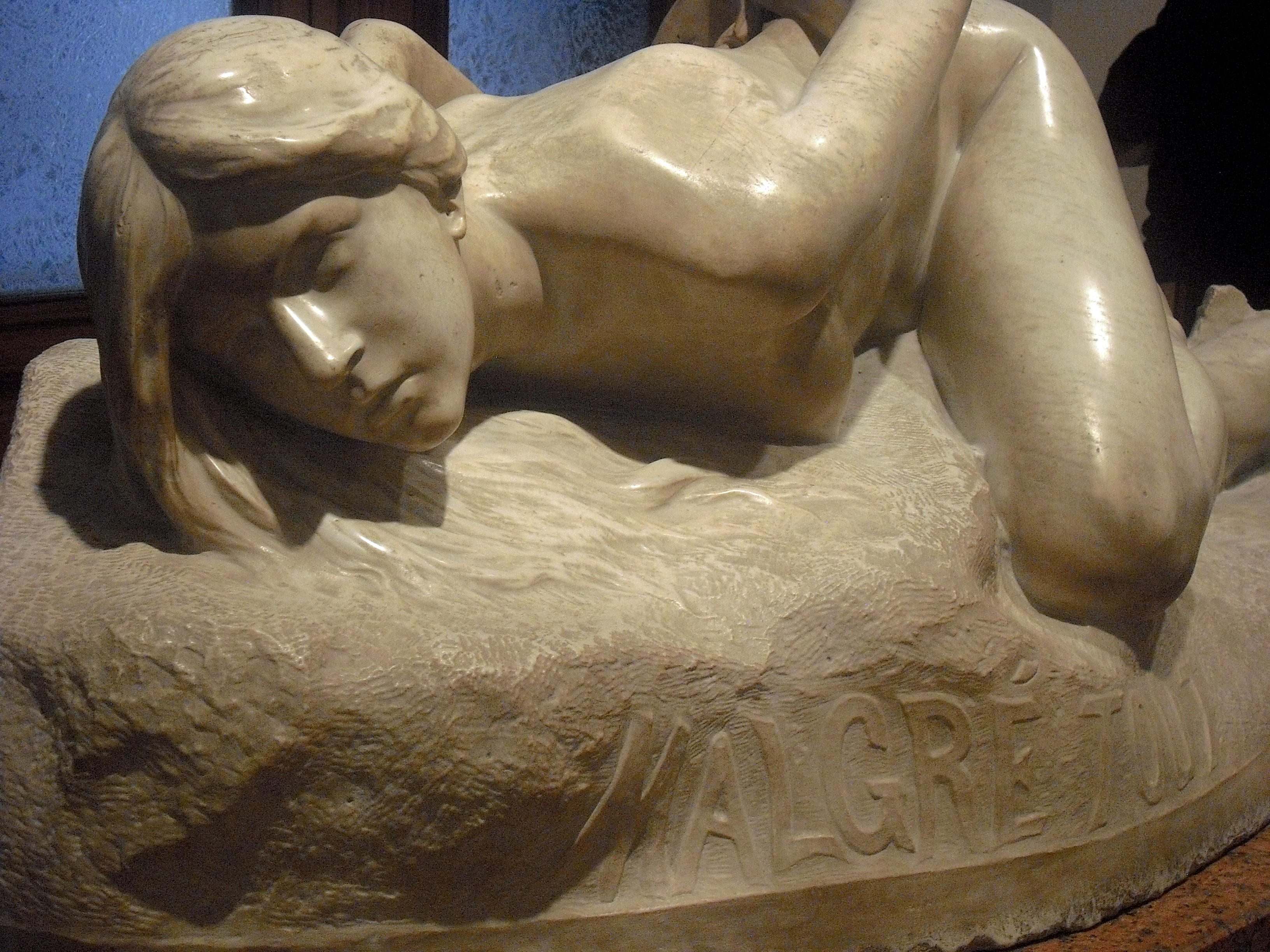
Detalle de Malgré Tout

La pieza, realizada en mármol, representa a una mujer desnuda, encadenada y aprisionada con grilletes, pero que tiene el rostro levantado hacia el frente, en un gesto de anhelo.

A pesar de todo se esfuerza por alzarse, se mueve e impulsa mediante la tensión de sus piernas, la luz y la sombra tienen un papel preponderante en el dinamismo y en la rigidez que se crean en la escultura.
Fabián Dagoberto García Huerta

Según el MUNAL, esta pieza: "Revela la universalidad del sentimiento humano hacia el desasosiego que produce la libertad coartada." Contreras realizó esta pieza de forma libre y con gran expresión, para lograr las formas que están repletas de irregularidades en la superficie así como muchos claroscuros. Para lograr este efecto, Contreras eligió una textura lisa y pulida para modelar la figura femenina, y una zona irregular en la parte inferior o base que contrasta con el cuerpo.
La pieza fue trabajada en barro y más tarde labrada en mármol. Su estilo artístico es representativo de la "estética finisecular" de los artistas modernos, la cual apela más a lo emocional que a lo racional.
Junto con otra obra de Contreras, Désespoir, la cual también se encontraba en la Alameda Central, Malgré Tout posee características de la angustia romántica de fines del siglo XIX, que a diferencia de casi toda la obra de carácter histórico del autor (como sus relieves de gobernantes mexicas),  expresa estados de ánimo de carácter personal y subjetivo. El título fue elegido en francés porque, en palabras de Justino Fernández, "las influencias francesas se imponían a fin de siglo."
Además de la influencia que tenían las ideas e idioma francés en los artistas mexicanos, también debe considerarse que Contreras estudió en Francia, donde tuvo como amigo al autor de la Estatua de la Libertad, el escultor Frédéric Auguste Bartholdi, y estuvo bajo la influencia de varios de los grandes escultores de su tiempo, incluyendo a Auguste Rodin. Esculturas como La Danaide (parte del conjunto escultórico La puerta del Infierno) o Las mujeres condenadas, pudieron ser influencias para el Malgré tout.

## Historia
La obra fue creada alrededor del año 1898, y el mismo año presentada en el Casino Nacional.
Debido a su talento, Porfirio Díaz, presidente de México en aquel momento, le concedió a Jesús F. Contreras una beca para que pudiera continuar sus estudios y perfeccionar su técnica de fundición en París de 1887 a 1889. En 1898, Contreras fue nombrado Comisionado General de Bellas Artes para representar a México en la Exposición Universal de París de 1900. El Gran Jurado le otorgó diversos reconocimientos, como una mención honorífica por sus proyectos no edificados, así como un diploma por la intervención que realizó en la Sección retrospectiva. Y por su pieza, Malgré Tout, fue reconocido con el Gran Premio de Escultura y la Cruz de la Legión de Honor de la República Francesa, por lo cual también recibió la felicitación de Jules Claretie, quien presidía la Academia Francesa, llamándolo "el escultor más relevante de la escuela mexicana".

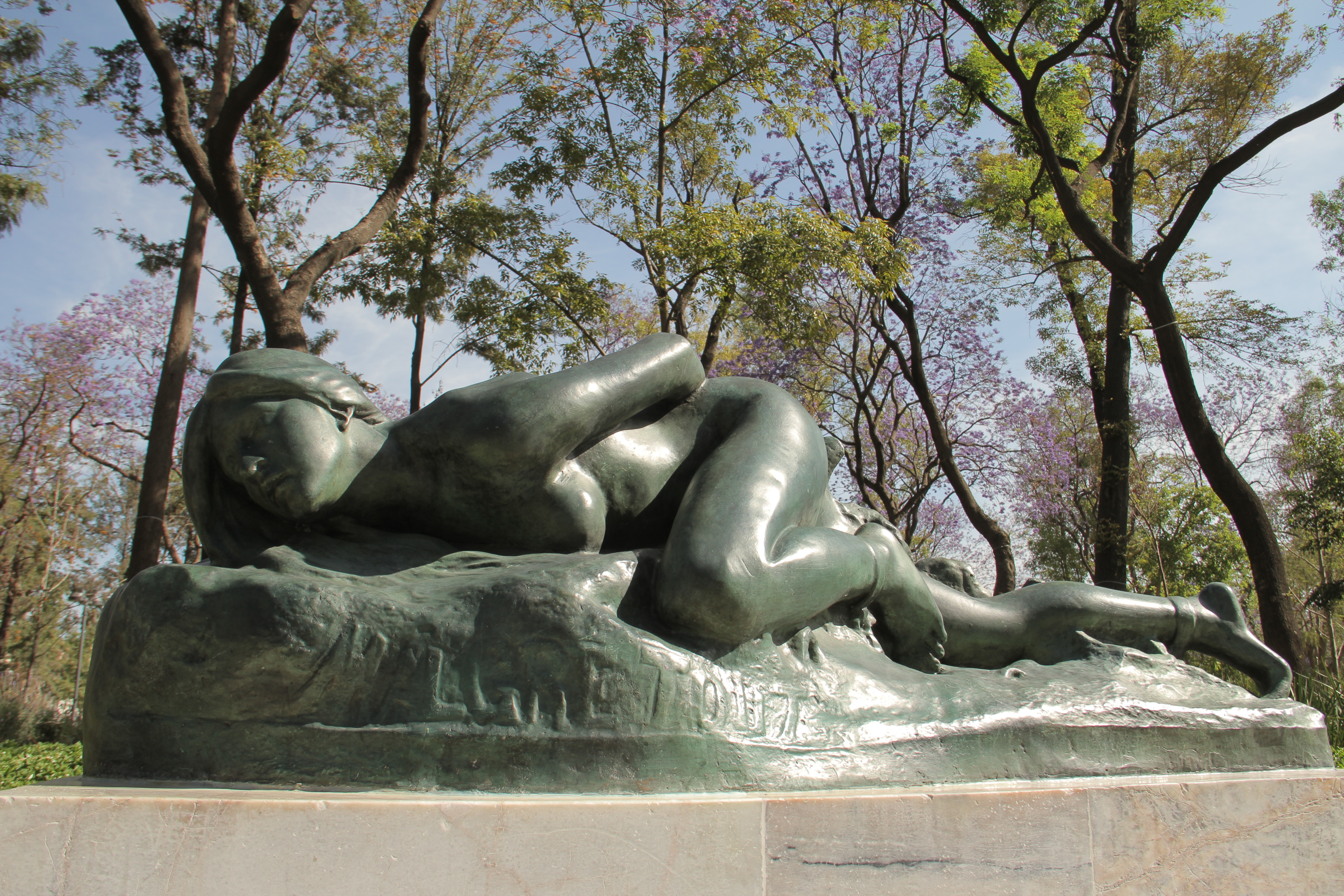
Réplica de Malgré tout en la Alameda central de la Ciudad de México.

Más tarde, el propio Porfirio Díaz le otorgaría una pensión por la amputación de su brazo.
En 1901, Malgré tout fue adquirida por la Escuela Nacional de Bellas Artes. En la década de 1920, la escultura fue emplazada en la Alameda Central de la ciudad, lugar donde permaneció 50 años. En 1983, se decidió que su nuevo lugar fuera el Museo Nacional de Arte, a unas calles de su lugar original, pero antes fue restaurada. En la Alameda se colocó una copia de la escultura.

### Mito sobre la obra
Cuando Jesús F. Contreras viajó a París, no sólo lo hizo para estudiar y perfeccionar su técnica en la fundición, sino que también lo hacía con la esperanza de encontrar una cura para el cáncer que le habían detectado en el brazo. Para lograr esto, partió de Veracruz el 14 de mayo de 1898; pero ya en París, el diagnóstico médico es que la única posible solución era la amputación, por lo que el 24 de mayo, también de 1898, le amputan totalmente el brazo.
El poeta nayarita Amado Nervo, quien también viajó a París para cubrir la Exposición Universidal por parte del periódico El Imparcial, se sintió tan conmovido por el reconocimiento de su compatriota y por la amputación del brazo de Contreras, que escribió un panegírico en el que señalaba que Contreras había esculpido la figura en mármol con una sola mano, aunque esta historia fuera falsa.

El artista venía a París con el brazo derecho atormentado por terrible dolencia […] Contreras venía a operarse, a dejar un pedazo de sí mismo […] y acaso morir, con la mirada fija en las pizarras, azul como la ilusión, amparadora de aquella casa de otro tiempo… La ciencia empero acertó esta vez. Salvó al escultor, ¡pero de qué ruda manera!, pidiéndole como tributo el brazo derecho. ¡Qué ironía tan inmensa! A un enamorado de su arte, arrebatarle el supremo instrumento de ese arte. Otro cualquiera habría buscado la resolución del problema en el suicidio. Contreras fue superior a su desgracia. Su primer figura esculpida con una mano, y que representaba una enorme suma de trabajo, fue el Malgré tout, símbolo conmovedor de su orgullosa manquera.
Amado Nervo

## Influencia

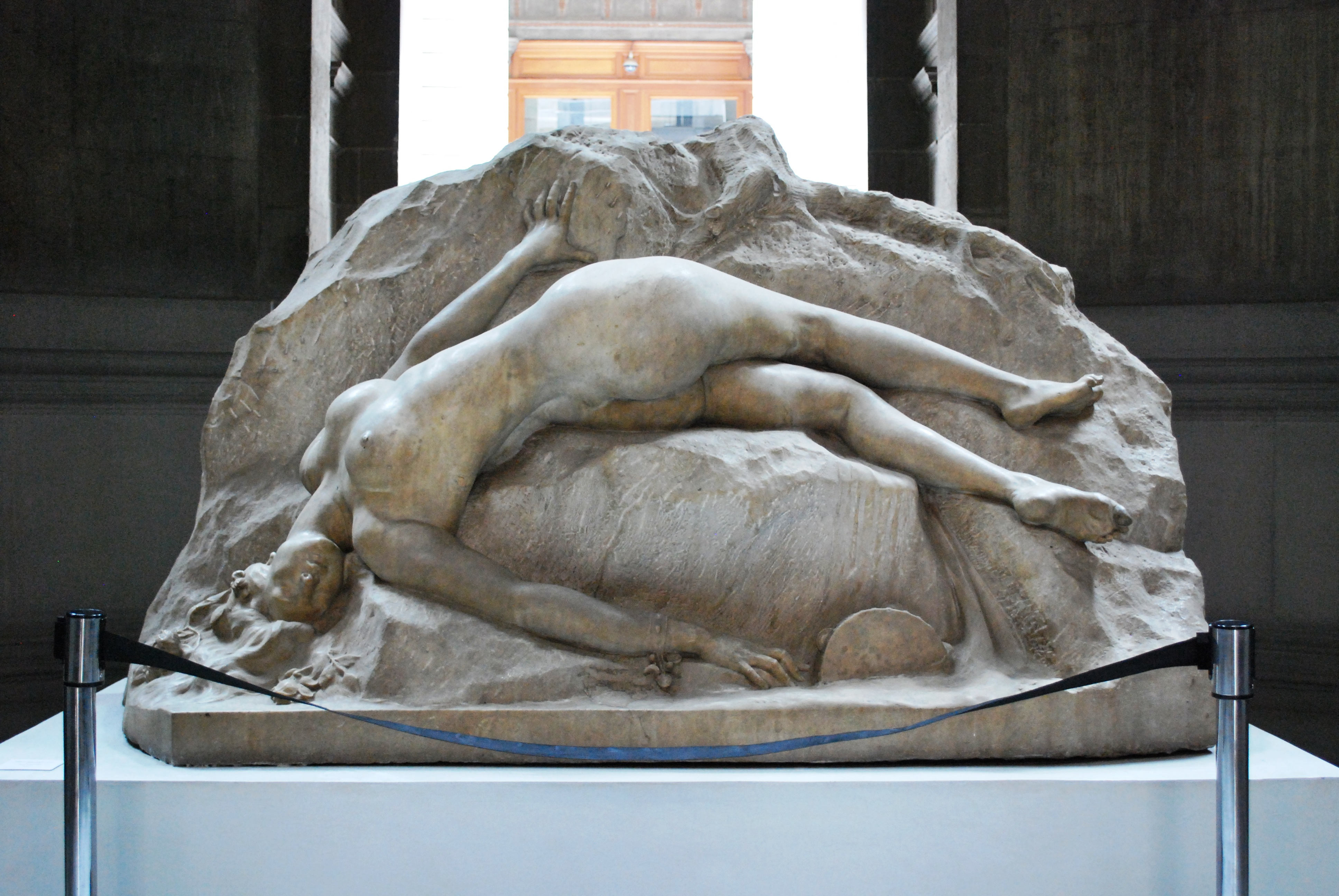
Aprés l'orgie, escultura de Fidencio Nava.

Algunas esculturas, como la tumba de Julio Ruelas, realizada por Arnulfo Domínguez Bello en 1907, o Aprés l'orgie de Fidencio Nava, creada en 1909, fueron influenciadas por Malgré tout de Contreras.
En 1900, su amigo, el compositor Manuel M. Ponce, compone una pieza para piano, también titulada Malgré tout, una danza habanera para la mano izquierda, como homenaje a Contreras. En 1904, Ponce interpreta la pieza dentro de una velada poética dedicada al recién fallecido Contreras, con la finalidad de conseguir fondos para la construcción de un monumento en su memoria.
En 2007, la artista plástica Lorena Wolffer realizó una versión conceptual de la obra en la que se colocó una imagen de la pieza junto a la escultura, en la que aparecen una serie de 'blancos' en los que colocó artículos del Código penal del Distrito Federal para evidenciar las sanciones aplicables para los asesinatos y casos de violencia. La obra de Wolffer se enmarca en un proyecto titulado Monumenta, que convocó a las artistas mexicanas Maris Bustamante, Mónica Mayer, Mónica Castillo, Lorena Wolffer, Verena Grimm, Minerva Cuevas y Fabiola Torres-Alzaga, para intervenir monumentos con representaciones femeninas en la Ciudad de México en el marco del Día Internacional de la Mujer de 2007. La exposición tuvo como propósito el cuestionar las representaciones femeninas, particularmente aquellas en las aparecen mujeres desnudas, en los lugares públicos, así como la violencia hacia las mujeres.